# 9 maart
9 maart is de 68ste dag van het jaar (69ste dag in een schrikkeljaar) in de gregoriaanse kalender. Hierna volgen nog 297 dagen tot het einde van het jaar.

## Gebeurtenissen
- Algemeen
  - 1276 - Augsburg wordt een vrije stad.
  - 1500 - Pedro Álvares Cabral vertrekt naar India.
  - 1941 - Etty Hillesum begint met het schrijven van haar dagboek.
  - 1959 - Barbie, modepop van Mattel, wordt geïntroduceerd.
  - 1976 - Het neerstorten van een ski-cabine in de Italiaanse wintersportplaats Cavalese kost 42 toeristen het leven.
  - 1990 - In Groot-Brittannië wordt hevig geprotesteerd tegen een nieuwe belasting: de zogenaamde "poll tax".
  - 2023 - In de Duitse stad Hamburg vallen bij een schietpartij in een gebedshuis van Jehova's getuigen acht doden, waaronder vermoedelijk ook de dader.[1]

- Oorlog
  - 1862 - Slag bij Hampton Roads, De Slag bij Hampton Roads vond plaats tijdens de Amerikaanse Burgeroorlog. Het was de eerste zeeslag tussen gepantserde stoomschepen.
  - 1916 - Duitsland verklaart de oorlog aan Portugal.
  - 1941 - De Duitse bezetters ontbinden alle Nederlandse omroepen; de Rijksradio Omroep, ook wel de Nederlandsche Omroep genoemd, kwam ervoor in de plaats.
  - 1942 - Het KNIL capituleert op Java. Japanse jaartelling; 17-3-9.
  - 1944 - De door de Duitsers bezette Estische hoofdstad Tallinn raakt door een Sovjetbombardement zwaar beschadigd. Er vallen ca. 600 doden.
  - 1945 - De Japanners bezetten Vietnam.
  - 1945 - Amerikaanse bommenwerpers bombarderen Tokio.
  - 1993 - UNITA-leider Jonas Savimbi roept zijn medestanders op in de jungle bijeen te komen en zich voor te bereiden op nieuwe gevechten met de regering van Angola.
  - 1994 - Bosnische Serviërs nemen de enclave Maglaj onder vuur, waardoor de VN-hulporganisatie UNHCR geen hulp kan bieden aan de 19.000 ingesloten moslims.
  - 2002 - In een café in Jeruzalem wordt een zelfmoordaanslag gepleegd.
- Politiek
  - 590 - Bahram Chobin wordt gekroond tot koning Barham VI van Perzië.
  - 1152 - Frederik Barbarossa wordt tot Duits koning gekroond.
  - 1230 - De Bulgaarse tsaar Ivan Asen II verslaat Theodorus van Epirus nabij de stad Klokotnitsa (Bulgarije).
  - 1888 - Keizer Wilhelm I sterft en wordt opgevolgd door zijn zoon Frederik III is de nieuwe keizer. Hij heeft echter keelkanker en zal na 99 dagen op de troon overlijden. Hierdoor gaat 1888 de geschiedenis in als het driekeizerjaar.
  - 1950 - IJsland treedt toe tot de Raad van Europa.
  - 1956 - Een anti-sovjet demonstratie in de Georgische hoofdstad Tbilisi wordt neergeslagen.
  - 1967 - Svetlana Alliloejeva, een dochter van Jozef Stalin, loopt over naar de Verenigde Staten.
  - 1971 - Een geplande staatsgreep in Turkije van generaal Cemal Madanoglu wordt in de kiem gesmoord als zijn collega Muhsin Batur het plan verraadt aan premier Süleyman Demirel en de Turkse inlichtingen- en veiligheidsdienst.
  - 1982 - Charles J. Haughey wordt voor de tweede keer Taoiseach (premier van Ierland).
  - 2015 - Ivo Opstelten en Fred Teeven treden af vanwege onjuiste informatieverstrekking over de financiële afspraken met crimineel Cees H.
- Muziek
  - 1842 - De opera Nabucco van Giuseppe Verdi gaat in première in het Teatro alla Scala di Milano. Het meest bekende lied uit de opera is het slavenkoor, Va, pensiero.
  - 1849 - De komische opera Die lustigen Weiber von Windsor gaat twee maanden voor het overlijden van componist Otto Nicolai in première. Het stuk is gebaseerd op het toneelstuk De vrolijke vrouwtjes van Windsor (The merry wives of Windsor) van William Shakespeare.
  - 1987 - De Ierse band U2 brengt hun vijfde studioalbum uit, The Joshua Tree. Het album is geproduceerd door Brian Eno en Daniel Lanois. In 1988 wint de band voor deze plaat de Grammy voor het beste album van het jaar.

- Religie
  - 1132 - Ontstaan van de abdij van Orval.
  - 1985 - Installatie van Johannes ter Schure als bisschop van Bisdom 's-Hertogenbosch.
  - 2001 - Over de periode van de voorgaande week vernietigen de Taliban twee historische boeddhabeelden in Bamiyan, Afghanistan.
  - 2002 - Herbegrafenis van kardinaal Stefano Borgia (1731-1804) in de kathedraal van Velletri.

- Sport
  - 1926 - Oprichting van de Noorse voetbalclub Strindheim IL uit Trondheim.
  - 1979 - Oprichting van de Chileense voetbalclub Regional Atacama.
  - 1990 - Atleet Emil Zátopek wordt in Praag in ere hersteld.
  - 1999 - Oprichting van de Chileense voetbalclub Club de Deportes Copiapó.
  - 2001 - Schaatsster Andrea Nuyt verbetert in Salt Lake City haar eigen Nederlands record op de 500 meter (38,15 seconden) en zet een tijd van 37,98 op de klokken.
  - 2002 - Titelverdediger Nederland eindigt als derde bij het WK hockey in Kuala Lumpur door in de troostfinale met 2-1 te winnen van Zuid-Korea.
  - 2007 - Lee Kang-seok verbetert het wereldrecord op de 500 m schaatsen en rijdt 34,25.
  - 2025 - Op de slotdag van de Europese kampioenschappen indooratletiek in Apeldoorn wint de Nederlandse ploeg vijfmaal goud. Met zeven gouden en twee zilveren plakken wint Nederland ook het medailleklassement.

- Wetenschap en technologie
  - 1611 - De astronomen David en Johannes Fabricius nemen als eerste zonnevlekken waar.
  - 1918 - In Wageningen wordt de landbouwhogeschool geopend.
  - 1948 - In een 148 inch grote cyclotron van de universiteit van Californië worden mesonen gemaakt.
  - 1961 - Lancering van de Korabl-Spoetnik 4 (ook bekend als Spoetnik 9)[2], met aan boord de hond Tsjernoesjka ("Zwartje"), een pop genaamd Ivan Ivanovitsj, enkele muizen en een cavia. De pop werd vlak voor de landing aan een parachute uitgeworpen, waarmee de procedure werd getest die de kosmonauten moesten gaan volgen.[3]
  - 1974 - De Russische Marssonde Mars 7 bereikt Mars.
  - 2006 - Op de maan Enceladus van Saturnus wordt water gevonden.
  - 2011 - Spaceshuttle Discovery, met als vluchtnummer STS-133, landt voor de laatste keer op Kennedy Space Center.
  - 2022 - Onderzoekers maken bekend dat het wrak van het schip Endurance van poolverkenner Ernest Henry Shackleton is gevonden in de Weddellzee bij Antarctica.[4][5]
  - 2023 - Lancering met een Lange Mars 4C raket van China Aerospace Science Corporation (CASC) vanaf lanceerbasis Taiyuan LC-9 van de Tianhui-6 A/B missie met 2 satellieten bestemd voor cartografische doeleinden.[6]

## Geboren

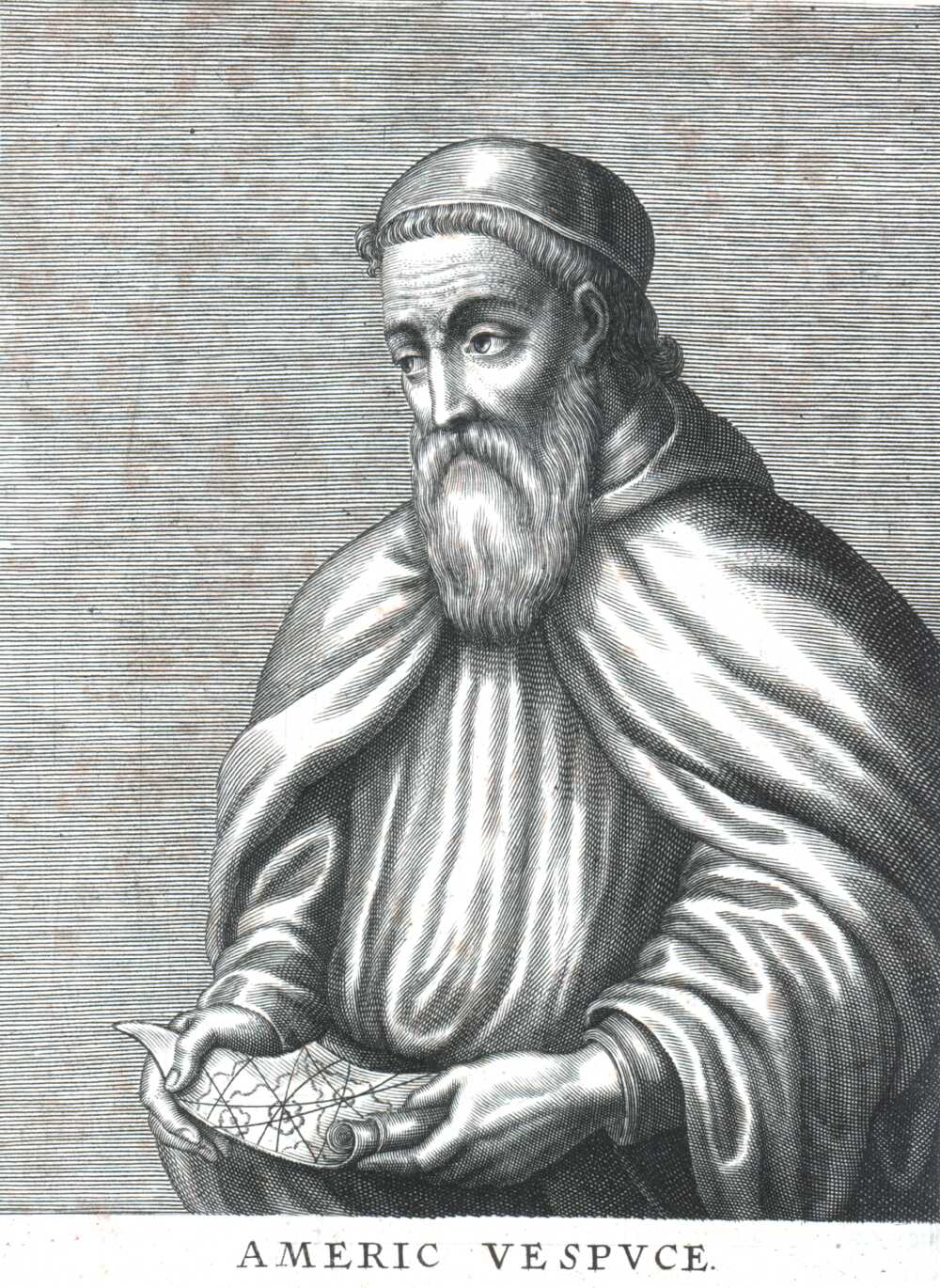
Amerigo Vespucci
geboren in 1454

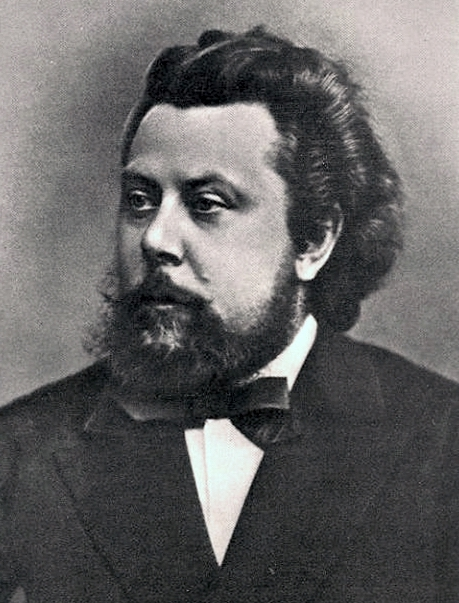
Modest Moessorgski
geboren in 1839

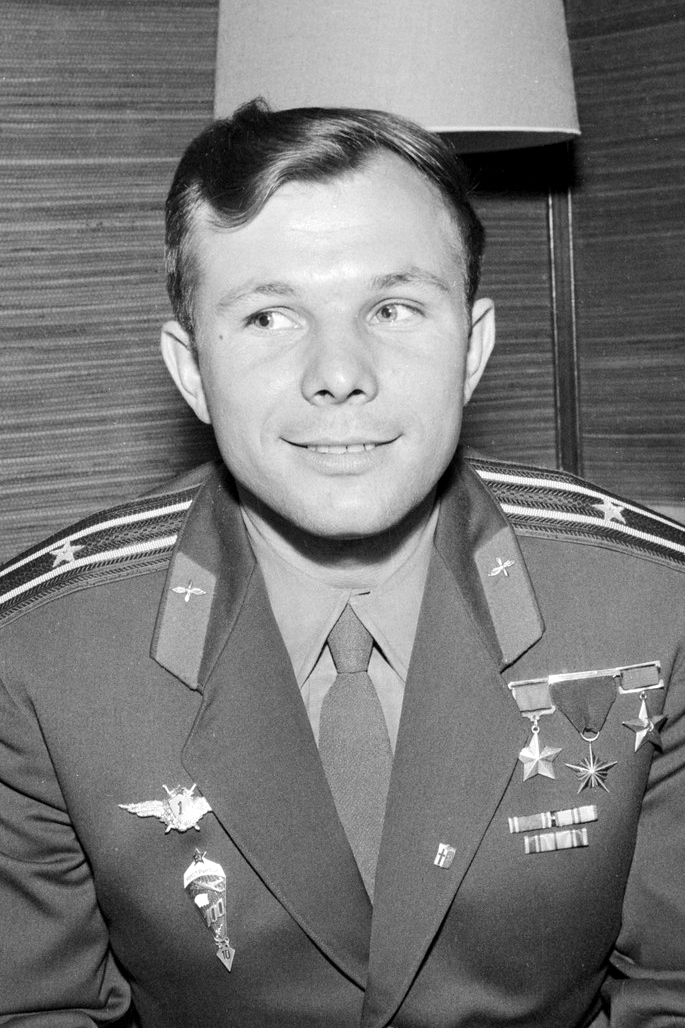
Joeri Gagarin
geboren in 1934

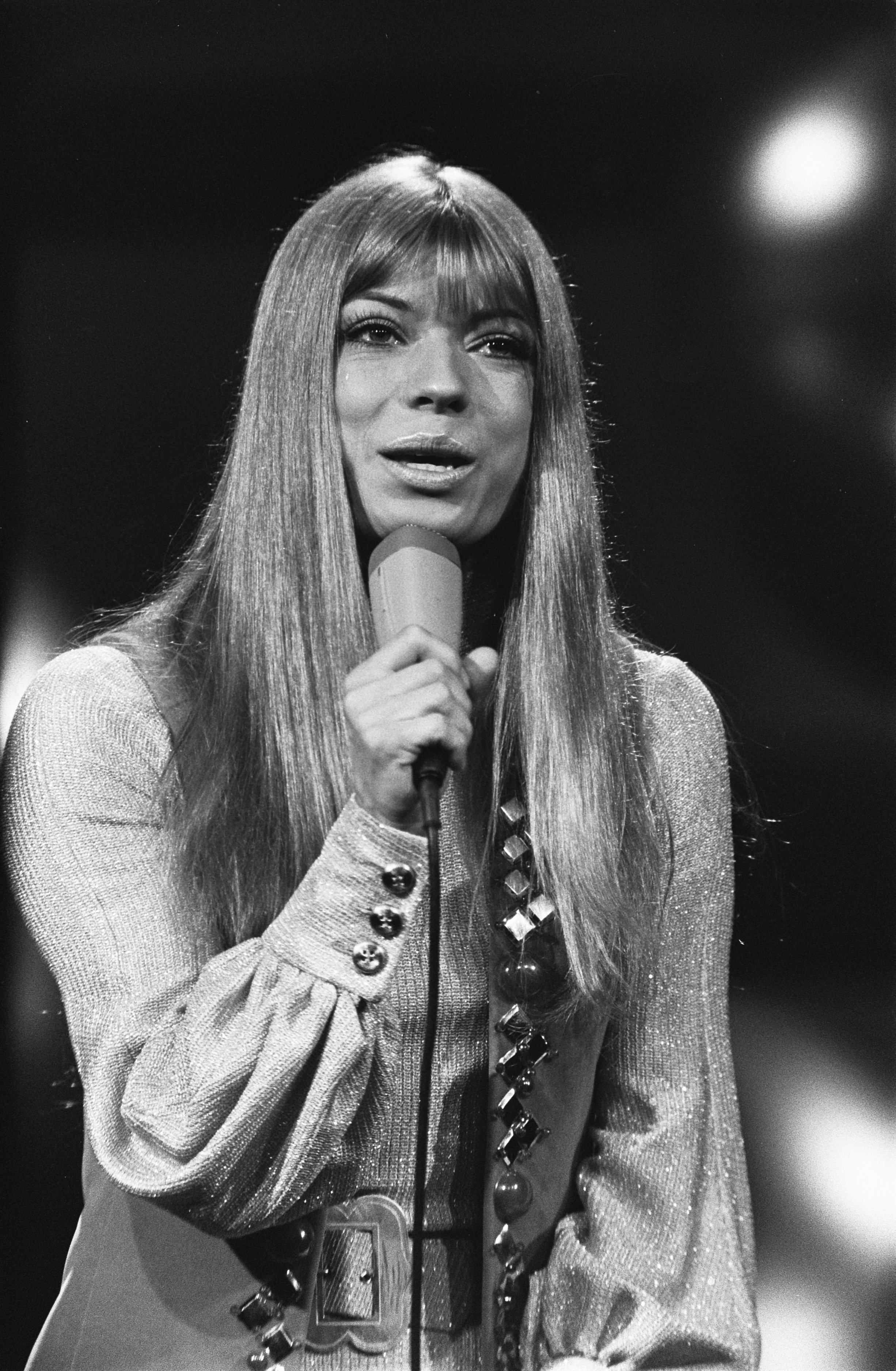
Katja Ebstein
geboren in 1945

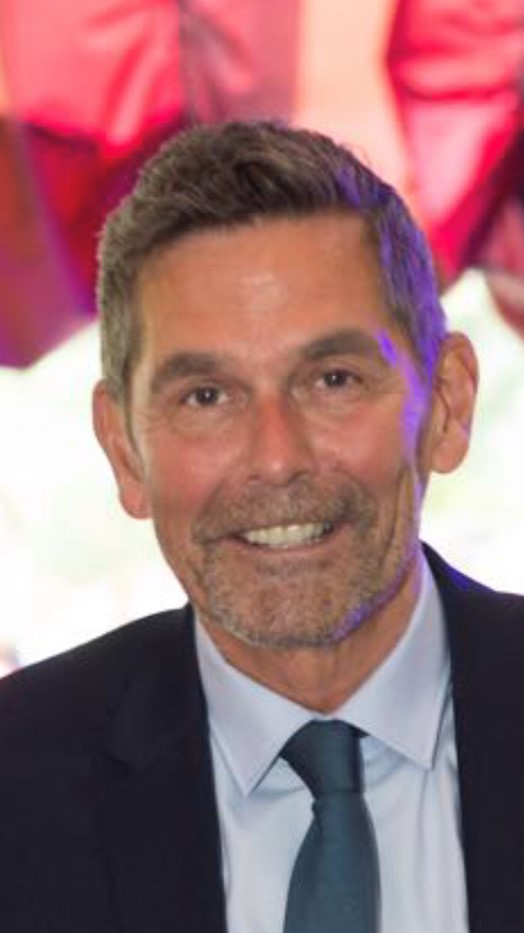
Harm Beertema
geboren in 1952

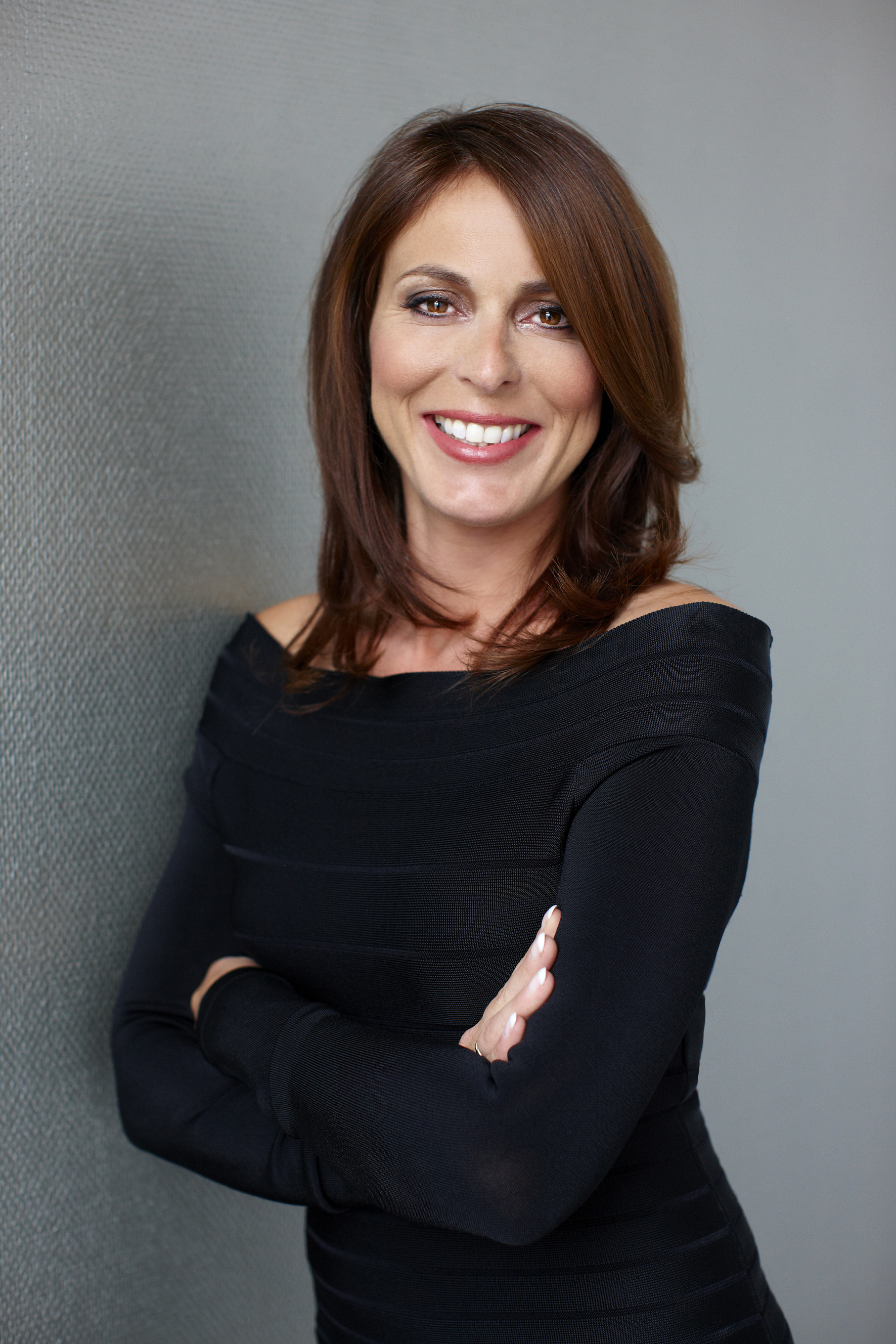
Heleen van Royen
geboren in 1965

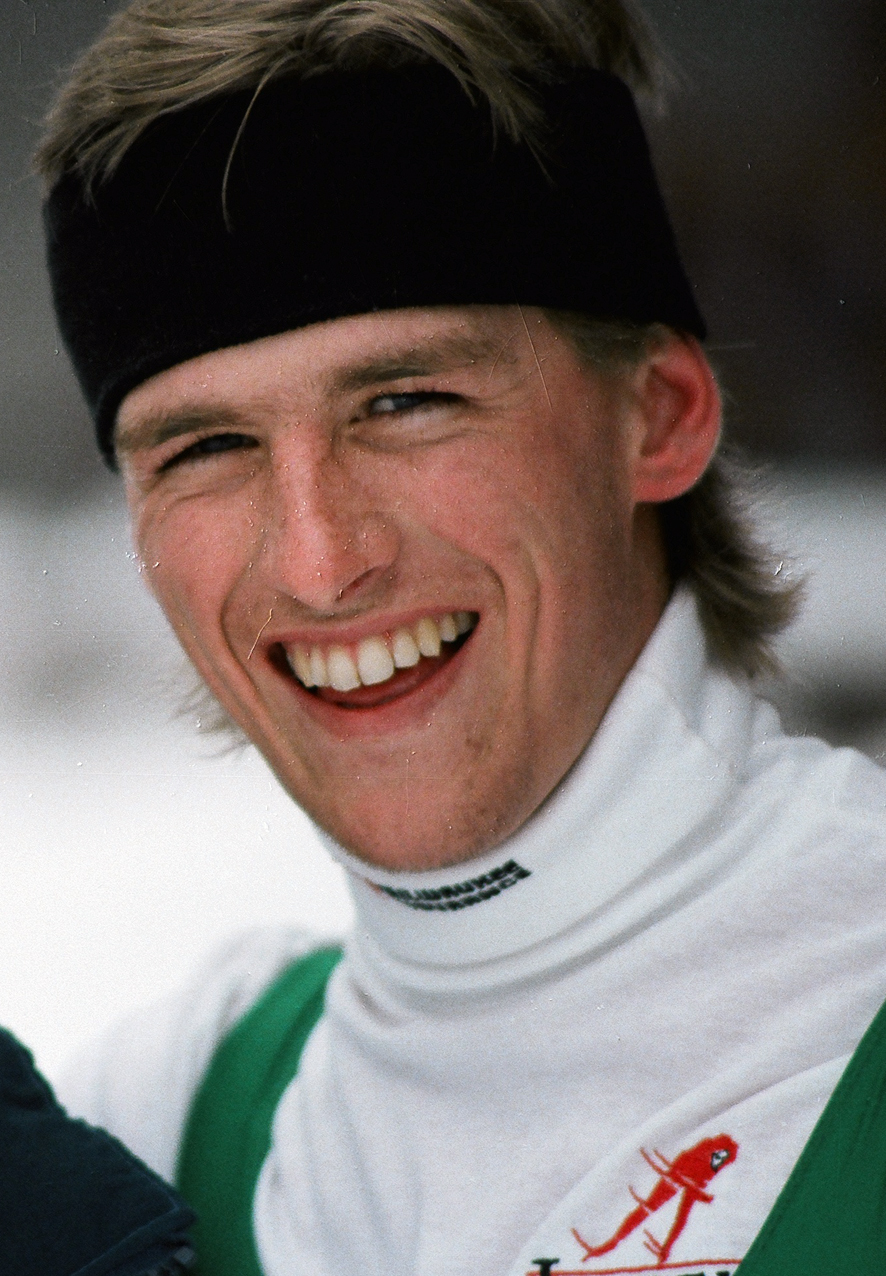
Eric Flaim
geboren in 1967

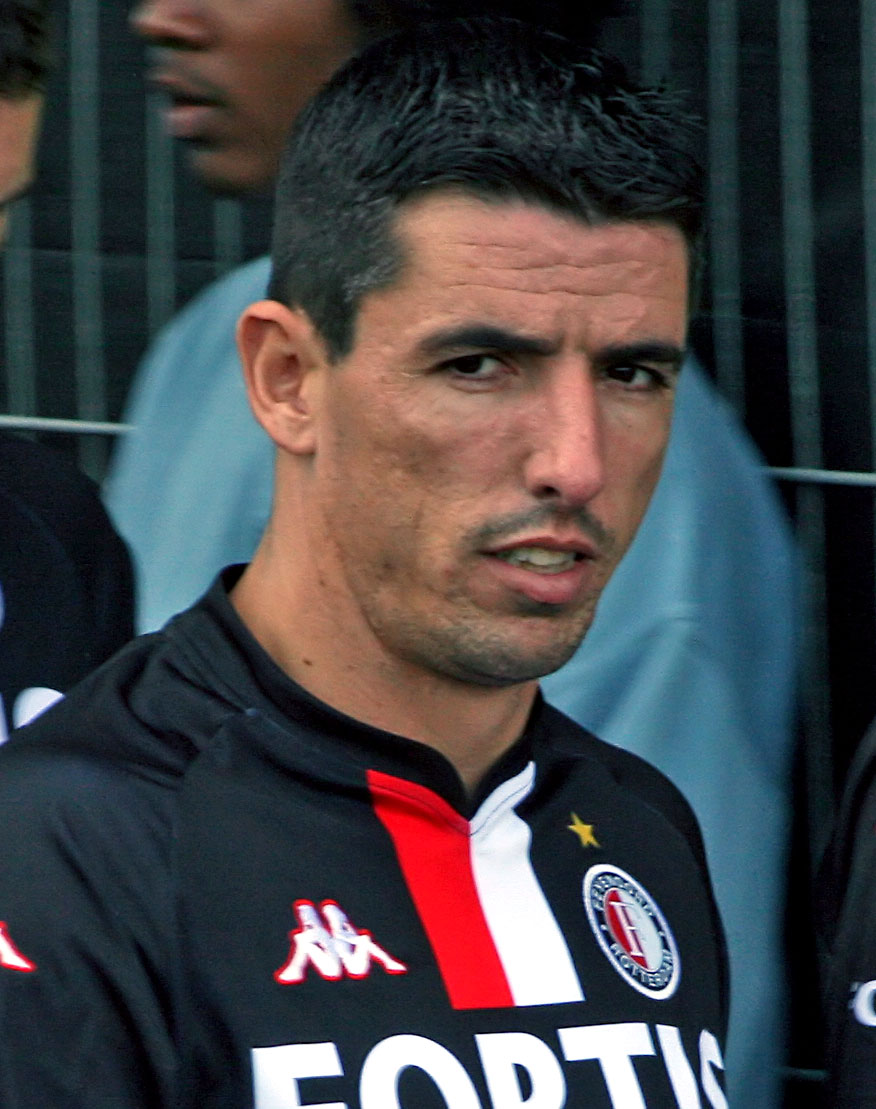
Roy Makaay
geboren in 1975

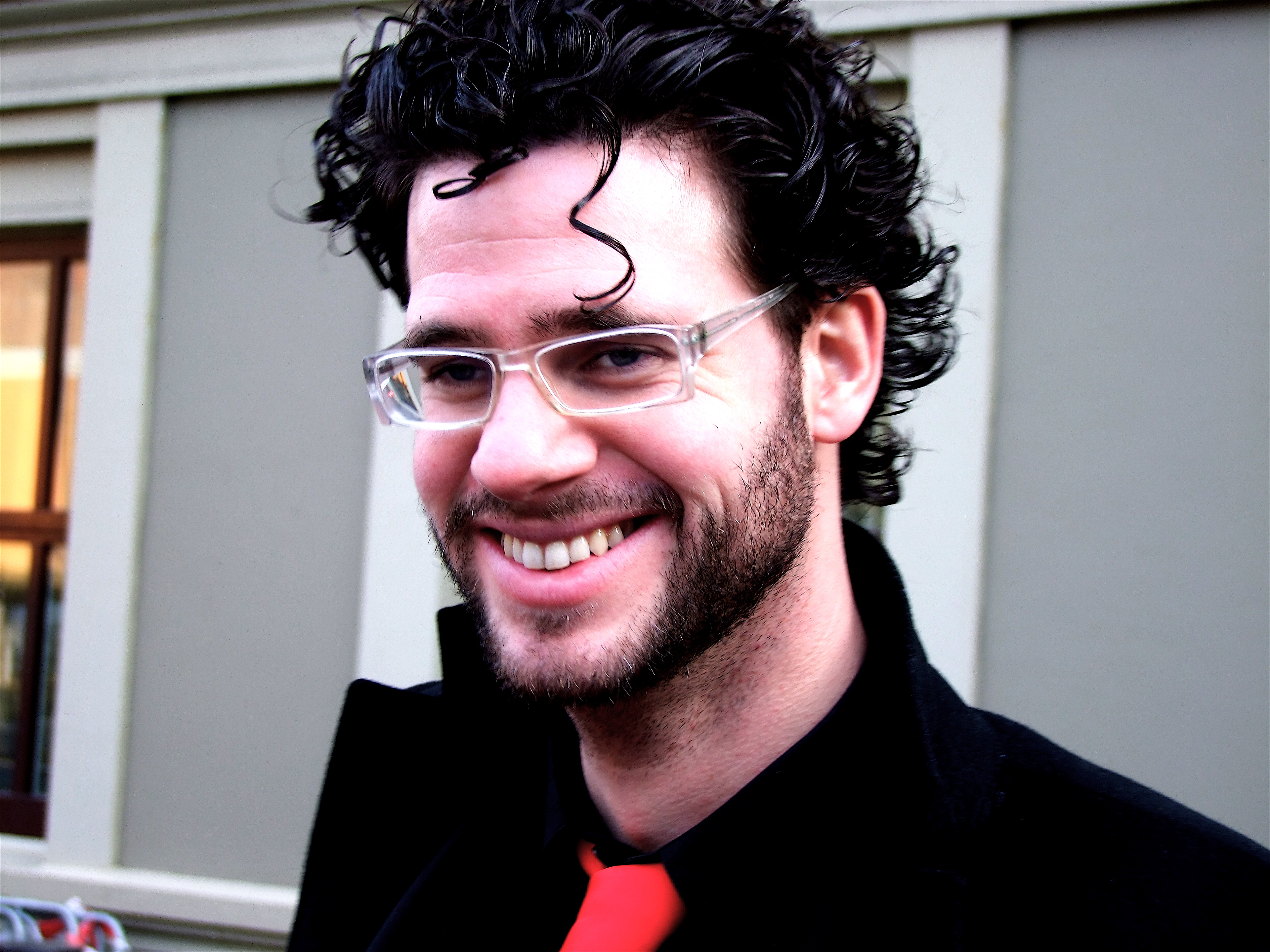
Erik Dijkstra
geboren in 1977

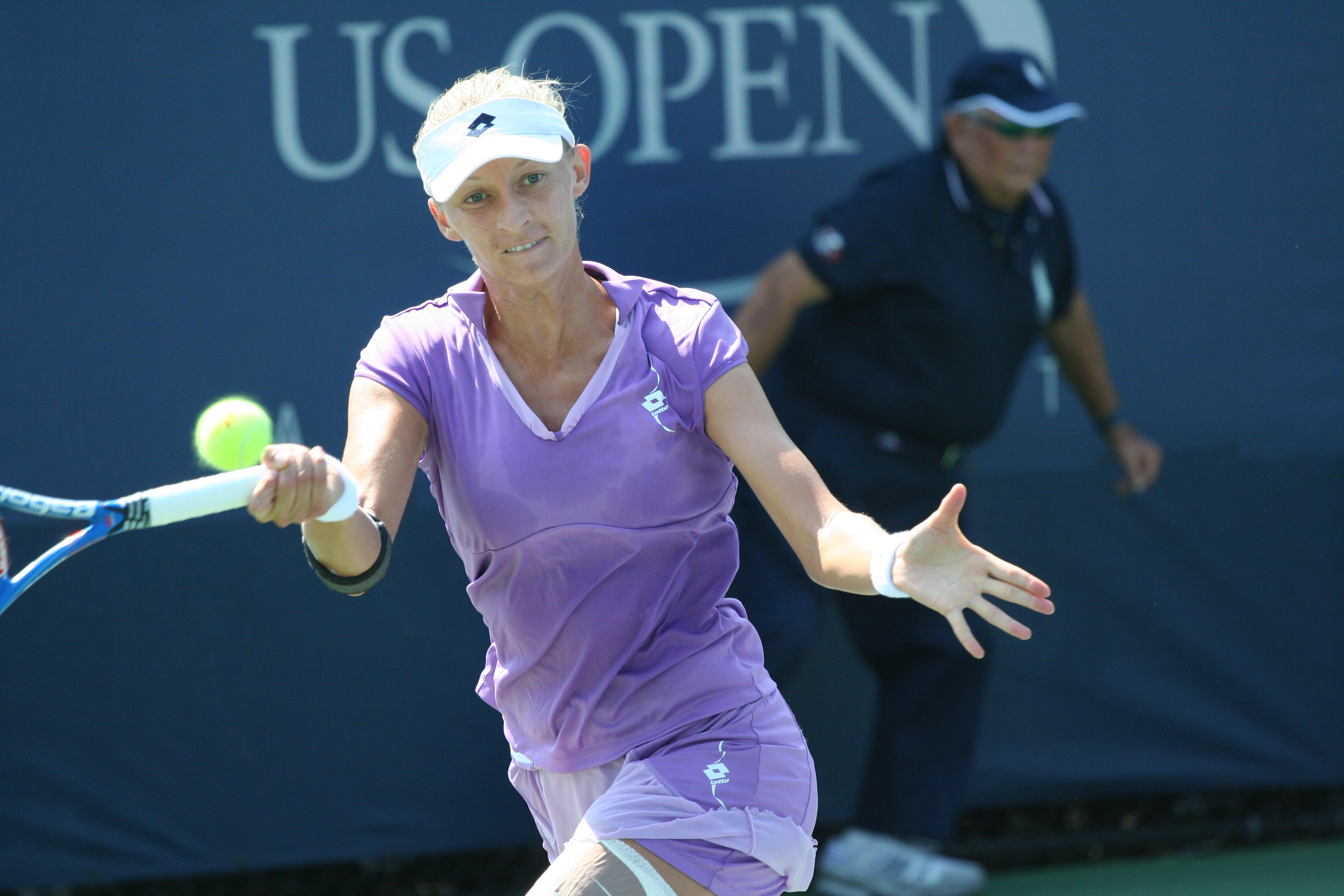
Mirjana Lučić
geboren in 1982

- 1213 - Hugo IV van Bourgondië, Frans kruisvaarder (overleden 1271)
- 1454 - Amerigo Vespucci, Italiaans ontdekkingsreiziger (overleden 1512)
- 1495 - Adriana van Glymes, Nederlands edelvrouw (overleden 1524)
- 1568 - Aloysius Gonzaga, Italiaans heilige en jezuïet (overleden 1591)
- 1751 - María Antonia Vallejo Fernández, Spaans actrice en zangeres (overleden 1787)
- 1759 - Charles-Louis Huguet de Sémonville, Frans diplomaat en politicus tijdens de Bataafse periode (overleden 1839)
- 1768 - Hendrik van Nassau-Saarbrücken, erfprins van Nassau-Saarbrücken (overleden 1797)
- 1839 - Modest Moessorgski, Russisch componist (overleden 1881)
- 1851 - Paciano Rizal, Filipijns revolutionair generaal (overleden 1930)
- 1865 - Mary Cameron, Schots kunstschilder (overleden 1921)
- 1869 - Honoré Ruyssen, Belgisch apotheker, fotograaf en beeldhouwer (overleden 1957)
- 1871 - Mogens Ballin, Deens kunstschilder (overleden 1914)
- 1879 - Agnes Miegel, Duits dichteres en schrijfster (overleden 1964)
- 1890 - Vjatsjeslav Molotov, Russisch politicus (overleden 1986)
- 1891 - Erik Kugelberg, Zweeds atleet (overleden 1975)
- 1899 - Giuseppe Antonio Ferretto, Italiaans curiekardinaal (overleden 1973)
- 1899 - Francisca Reyes-Aquino, Filipijns nationaal kunstenaar (overleden 1983)
- 1900 - Frederik Lim A Po, Surinaams politicus (overleden 1957)
- 1900 - Tomislav II van Kroatië, (overleden 1948)
- 1902 - Will Geer, Amerikaans acteur (overleden 1978)
- 1903 - Albert Gregory Meyer, Amerikaans kardinaal-aartsbisschop van Chicago (overleden 1965)
- 1905 - Gerard Helders, Nederlands politicus (overleden 2013)
- 1905 - Félix Labisse, Frans kunstschilder (overleden 1982)
- 1906 - Gustav Lotterer, Duits componist (overleden 1987)
- 1907 - Mircea Eliade, Roemeens-Amerikaans godsdiensthistoricus en schrijver (overleden 1986)
- 1909 - Rudolf Hiden, Oostenrijks-Frans voetballer (overleden 1973)
- 1910 - Samuel Barber, Amerikaans componist (overleden 1981)
- 1910 - Bruno de Winter, Belgisch journalist (overleden 1955)
- 1910 - Ed. Hoornik, Nederlands dichter (overleden 1970)
- 1910 - Raymond Henri Pos, Surinaams jurist en diplomaat (overleden 1964)
- 1911 – Clara Rockmore (geboren Reisenberg), Lithuaans/Amerikaans violiste en bespeelster van de theremin (overleden 1998)
- 1913 - Gerda Brautigam, Nederlands journaliste en politica (overleden 1982)
- 1914 - Pierre Bajart, Belgisch atleet (overleden ?)
- 1914 - Claude Carron de la Carrière, Belgisch burgemeester (overleden 1975)
- 1915 - Sergei Solovjov, Russisch voetballer (overleden 1967)
- 1916 - Hyman Bookbinder, Amerikaans lobbyist voor mensenrechten en rechtvaardigheid (overleden 2011)
- 1918 - Mickey Spillane, Amerikaans acteur en schrijver (overleden 2006)
- 1919 - Hank Hans, Nederlands beeldhouwer (overleden 2015)
- 1922 - Robert Delannoit, Belgisch atleet (overleden 2010)
- 1922 - Felice Schragenheim, Duits-Joodse verzetsstrijdster (overleden 1945)
- 1923 - André Courrèges, Frans modeontwerper (overleden 2016)
- 1923 - Walter Kohn, Amerikaans natuurkundige en Nobelprijswinnaar (overleden 2016)
- 1924 - Clara Haesaert, Belgisch dichteres (overleden 2018)
- 1925 - Rolf Abrahamsohn, Duits ondernemer en holocaustoverlevende (overleden 2021)
- 1925 - Hein Mader, Nederlands beeldend kunstenaar (overleden 2011)
- 1927 - Johan Ballegeer, Belgisch historicus en jeugdschrijver (overleden 2006)
- 1927 - Will Ferdy, Belgisch zanger (overleden 2022)
- 1930 - Harry Aarts, Nederlands politicus (overleden 2020)
- 1930 - Stephen Fumio Hamao, Japans curiekardinaal (overleden 2007)
- 1931 - León Febres-Cordero, oud-president van Ecuador (overleden 2008)
- 1931 - Gilles Perrault (Jacques Peyroles), Frans schrijver en journalist (overleden 2023)
- 1931 - Siem Wellinga, Nederlands voetbalscheidsrechter (overleden 2016)
- 1932 - Heere Heeresma, Nederlands schrijver (overleden 2011)
- 1933 - Lloyd Price, Amerikaans singer-songwriter (overleden 2021)
- 1934 - Joeri Gagarin, Russisch ruimtevaarder (overleden 1968)
- 1934 - Joyce Van Patten, Amerikaans actrice
- 1936 - Cees van Oyen, Nederlands (stem)acteur (overleden 2007)
- 1936 - Wittekind zu Waldeck und Pyrmont, Duitse prins (overleden 2024)
- 1937 - Azio Corghi, Italiaans componist (overleden 2022)
- 1937 - Brian Redman, Brits autocoureur
- 1938 - Lill-Babs, Zweeds zangeres (overleden 2018)
- 1938 - Charles Siebert, Amerikaans acteur (overleden 2022)
- 1938 - Wiel Teeuwen, Nederlands voetballer (overleden 2024)
- 1938 - Ernst van de Wetering, Nederlands kunsthistoricus en Rembrandtkenner (overleden 2021)
- 1939 - Eef Brouwers, Nederlands tv-journalist en directeur RVD (overleden 2018)
- 1939 - Jos Van Gorp, Belgisch acteur (overleden 2021)
- 1939 - Alexis Ponnet, Belgisch voetbalscheidsrechter
- 1940 - Luc Debaillie, Belgisch bestuurder en ondernemer (overleden 2023)
- 1940 - Raúl Juliá, Amerikaans acteur (overleden 1994)
- 1940 - Tatjana Sorokina, Russisch basketbalspeelster
- 1941 - Ger van Elk, Nederlands beeldend kunstenaar (overleden 2014)
- 1942 - John Cale, Welsh popmuzikant
- 1942 - Gary Walker, Amerikaans drummer en zanger
- 1943 - Bobby Fischer, Amerikaans schaakgrootmeester (overleden 2008)
- 1943 - David Matthews, Brits componist
- 1944 - Michael Strempel, Duits voetballer (overleden 2018)
- 1945 - Katja Ebstein, Duits zangeres en actrice
- 1945 - Dennis Rader, Amerikaans seriemoordenaar
- 1946 - Bernd Hölzenbein, (West-)Duits voetballer (overleden 2024)
- 1946 - Ronny Waterschoot, Belgisch acteur
- 1947 - Vladimir Makarov, Sovjet voetballer (overleden 1979)
- 1948 - Emma Bonino, Italiaans politica
- 1949 - Henk Kesler, Nederlands advocaat en sportbestuurder
- 1949 - Miquel Strubell i Trueta, Spaans sociolingüist en hoogleraar (overleden 2022)
- 1950 - Yolande Avontroodt, Belgisch politicus
- 1952 - Harm Beertema, Nederlands politicus
- 1952 - Amir Peretz, Israëlisch vakbondsbestuurder en politicus
- 1953 - Henriëtte Tol, Nederlands actrice
- 1955 - Ornella Muti, Italiaans actrice
- 1956 - Alejandro Giammattei, Guatemalteeks medicus en politicus
- 1957 - Dirk Vanderherten, Belgisch atleet
- 1958 - Linda Fiorentino, Amerikaans actrice
- 1959 - Ronny Van Holen, Belgisch wielrenner
- 1959 - Renger Witkamp, Nederlands hoogleraar
- 1960 - Finn Carter, Amerikaans actrice
- 1960 - Rob Trip, Nederlands radio- en televisiepresentator
- 1962 - Jan Furtok, Pools voetballer (overleden 2024)
- 1962 - Paul Voorthuysen, Nederlands producent van films en televisieseries
- 1964 - Juliette Binoche, Frans actrice
- 1964 - Alberto Elli, Italiaans wielrenner en ploegleider
- 1964 - Herbert Fandel, Duits voetbalscheidsrechter
- 1964 - Aleksandr Puštov, Estisch voetballer en voetbalcoach
- 1965 - Uta Bresan, Duits schlagerzangeres en presentatrice
- 1965 - Heleen van Royen, Nederlands schrijfster
- 1965 - Antonio Saca, president van El Salvador
- 1966 - Kristiaan Borret, Belgisch architect
- 1966 - Giorgio Furlan, Italiaans wielrenner
- 1966 - Pat Miletich, Amerikaans sportverslaggever en MMA vechter
- 1966 - Blaise Piffaretti, Zwitsers voetballer
- 1966 - Peter Portengen, Nederlands handballer en -coach
- 1966 - Pascal Vahirua, Frans voetballer
- 1967 - Eric Flaim, Amerikaans schaatser
- 1967 - Esther-Mirjam Sent, Nederlands econome en politica; partijvoorzitter van de PvdA sinds 2021
- 1968 - Youri Djorkaeff, Frans voetballer
- 1968 - Jorge Larrionda, Uruguayaans voetbalscheidsrechter
- 1968 - Christophe Mengin, Frans wielrenner
- 1969 - Mahmoud Abdul-Rauf, Amerikaans basketballer
- 1969 - Izaline Calister, Curaçaos zangeres
- 1970 - Arjan Erkel, Nederlands cultureel antropoloog
- 1970 - Robert Mosuse, Belgisch zanger (overleden 2000)
- 1972 - Kerr Smith, Amerikaans acteur
- 1973 - Max Caldas, Argentijns Nederlands hockeyer en hockeycoach
- 1973 - Jakob Piil, Deens wielrenner
- 1975 - Roy Makaay, Nederlands voetballer
- 1975 - Juan Sebastián Verón, Argentijns voetballer
- 1976 - Anier García, Cubaans atleet
- 1976 - Francisco Mancebo, Spaans wielrenner
- 1977 - Erik Dijkstra, Nederlands programmamaker
- 1978 - Lucas Neill, Australisch voetballer
- 1978 - Hans Somers, Belgisch voetballer
- 1979 - Pavol Breslik, Slowaaks operazanger
- 1979 - Oscar Isaac, Guatemalteeks-Amerikaans acteur
- 1980 - Klaas De Gruyter, Belgisch wielrenner
- 1980 - Patrick Mafisango, Rwandees voetballer (overleden 2012)
- 1981 - Didi Longuet, Nederlands voetballer
- 1982 - Ryan Bayley, Australisch wielrenner
- 1982 - Mirjana Lučić, Kroatisch tennisspeelster
- 1982 - Peter Marshall, Amerikaans zwemmer
- 1983 - Clint Dempsey, Amerikaans voetballer
- 1983 - Johan Kjølstad, Noors langlaufer
- 1983 - John Teller, Amerikaans freestyleskiër
- 1983 - Leonardo Vitor Santiago (Leonardo), Braziliaans voetballer
- 1984 - Julia Mancuso, Amerikaans alpineskiester
- 1984 - Guillaume Gillet, Belgisch voetballer
- 1985 - Tatyana Beloy, Belgisch actrice en presentatrice
- 1985 - Pastor Maldonado, Venezolaans autocoureur
- 1986 - Rexy Mainaky, Indonesisch badmintonspeler
- 1986 - Svetlana Sjkolina, Russisch atlete
- 1987 - Luigi Bruins, Nederlands voetballer
- 1987 - Marta Milani, Italiaans atlete
- 1987 - Pirmin Schwegler, Zwitsers voetballer
- 1987 - Bow Wow, Amerikaans rapper
- 1987 - Mike van der Zanden, Nederlands paralympisch sporter
- 1988 - Fabio Onidi, Italiaans autocoureur
- 1989 - Florian Carvalho, Frans atleet
- 1989 - Rasmus Guldhammer, Deens wielrenner
- 1989 - Patrick Hausding, Duits schoonspringer
- 1989 - Joris Lenaerts, Belgisch radiopresentator
- 1990 - Daley Blind, Nederlands voetballer
- 1990 - Adriatik Hoxha, Albanees atleet
- 1990 - Aras Özbiliz, Turks-Nederlands voetballer
- 1991 - Boštjan Kline, Sloveens alpineskiër
- 1992 - Alex Essoe, Canadees actrice
- 1993 - Nikola Aksentijević, Servisch voetballer
- 1993 - George Baldock, Grieks-Engels voetballer (overleden 2024)
- 1993 - Roel Boomstra, Nederlands dammer
- 1993 - Zakaria Labyad, Nederlands voetballer
- 1993 - Stefano Sturaro, Italiaans voetballer
- 1993 - Suga, Zuid-Koreaans rapper, lid van BTS
- 1994 - Markus Reiterberger, Duits motorcoureur
- 1995 - Nadezjda Karpova, Russisch voetbalster
- 1996 - Sudirman Hadi, Indonesisch atleet
- 1999 - Pieter Bogaers, Nederlands voetballer
- 1999 - Bregje de Brouwer, Nederlands synchroonzwemster
- 1999 - Noortje de Brouwer, Nederlands synchroonzwemster
- 2000 - Drew Kibler, Amerikaans zwemmer
- 2000 - Nika Križnar, Sloveens schansspringster
- 2000 - Sven Mijnans, Nederlands voetballer
- 2001 - Jacob Abel, Amerikaans autocoureur
- 2001 - Luna Fokke, Nederlands hockeyspeelster
- 2001 - Noa Wildschut, Nederlands concertvioliste
- 2002 - Regina van Eijk, Nederlands voetbalster
- 2003 - Michelle Velzeboer, Nederlands shorttrackster

## Overleden

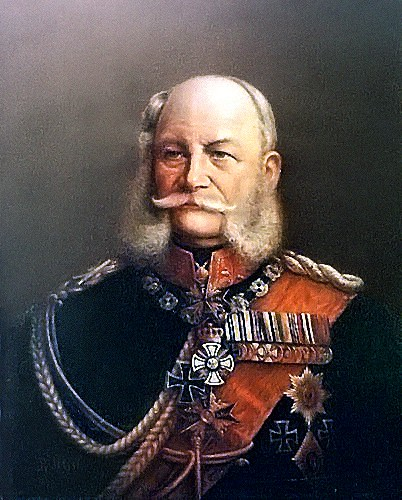
Wilhelm I
overleden in 1888

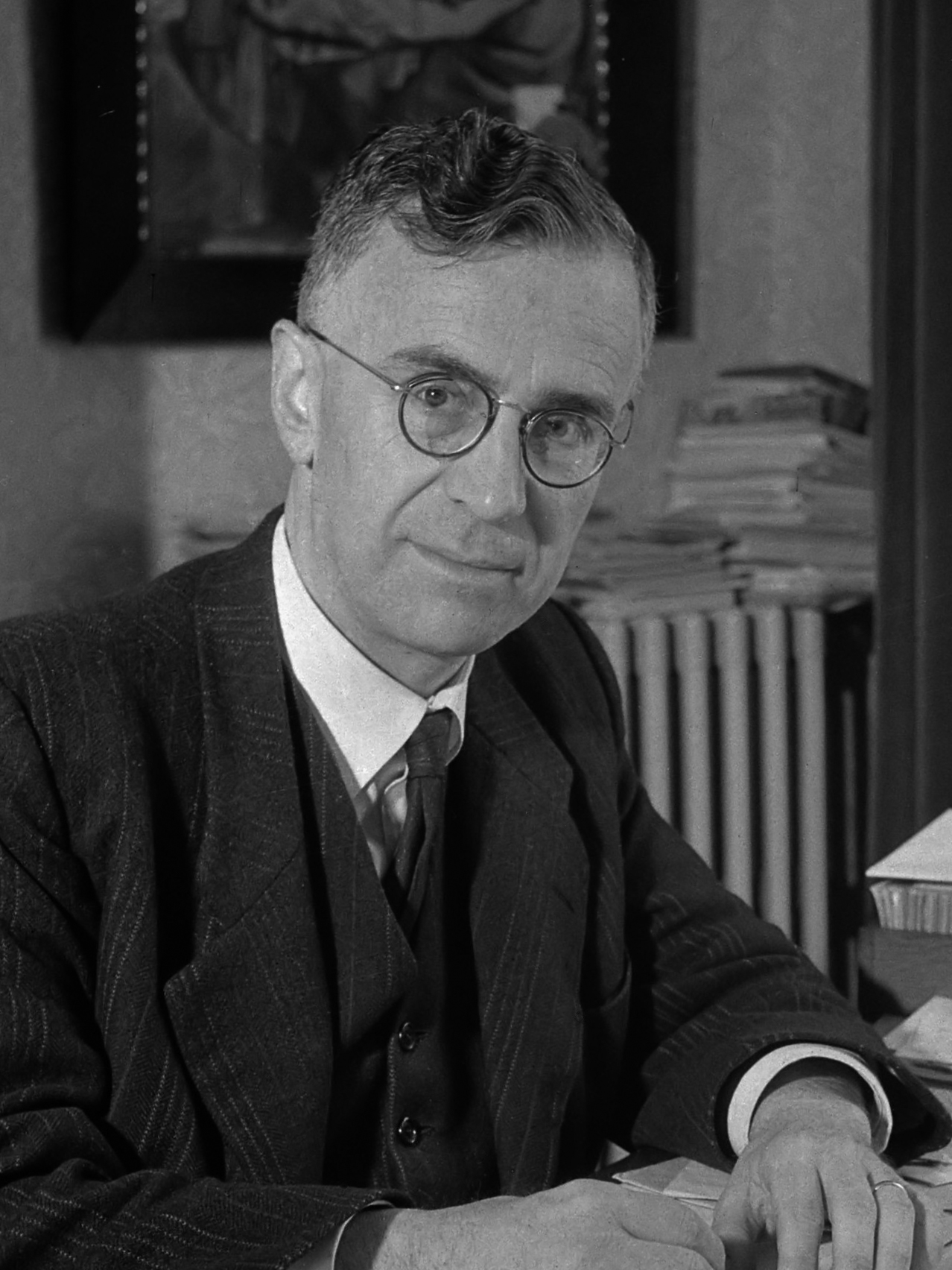
Jan Buskes
overleden in 1980

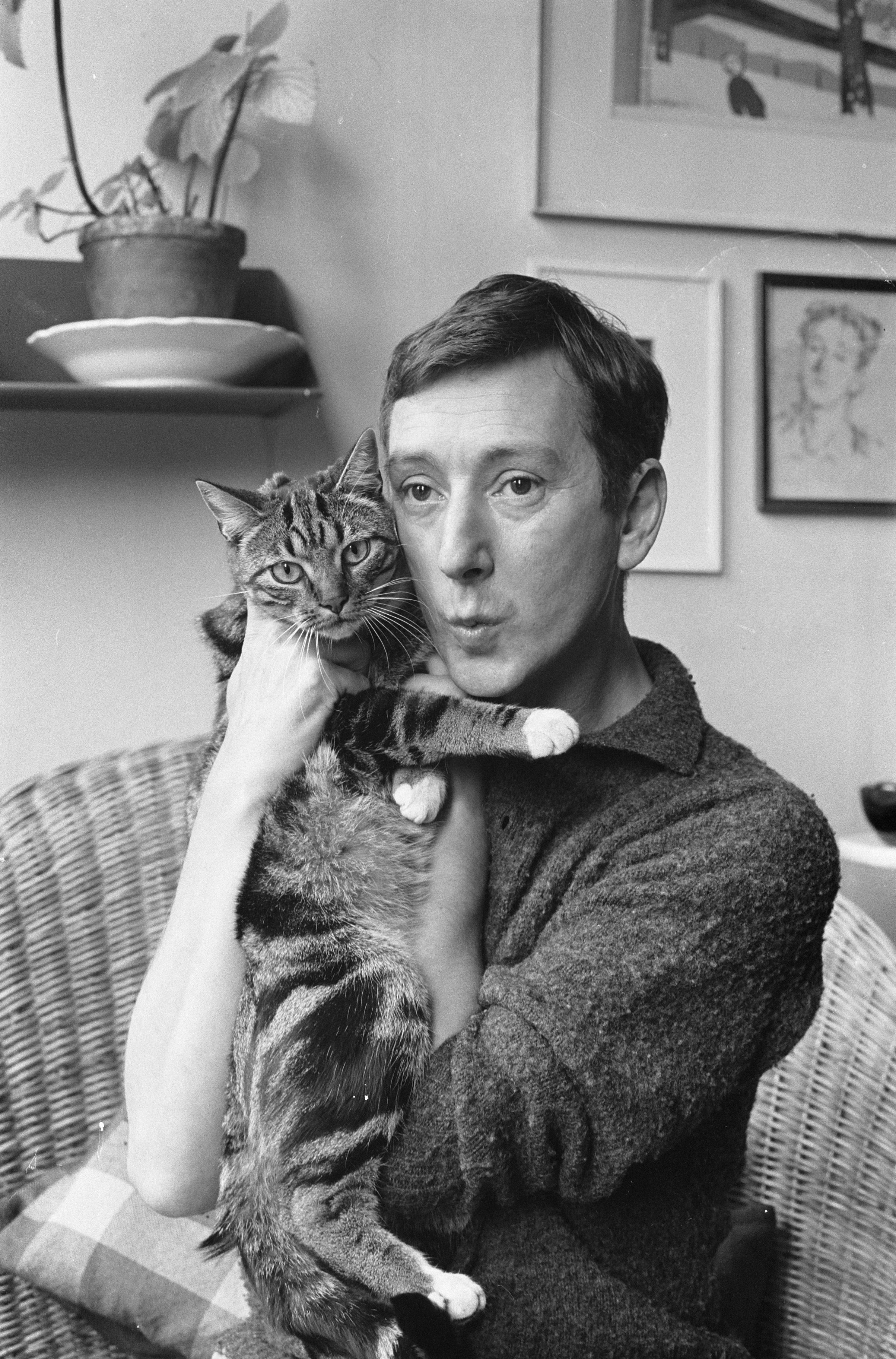
Albert Mol
overleden in 2004

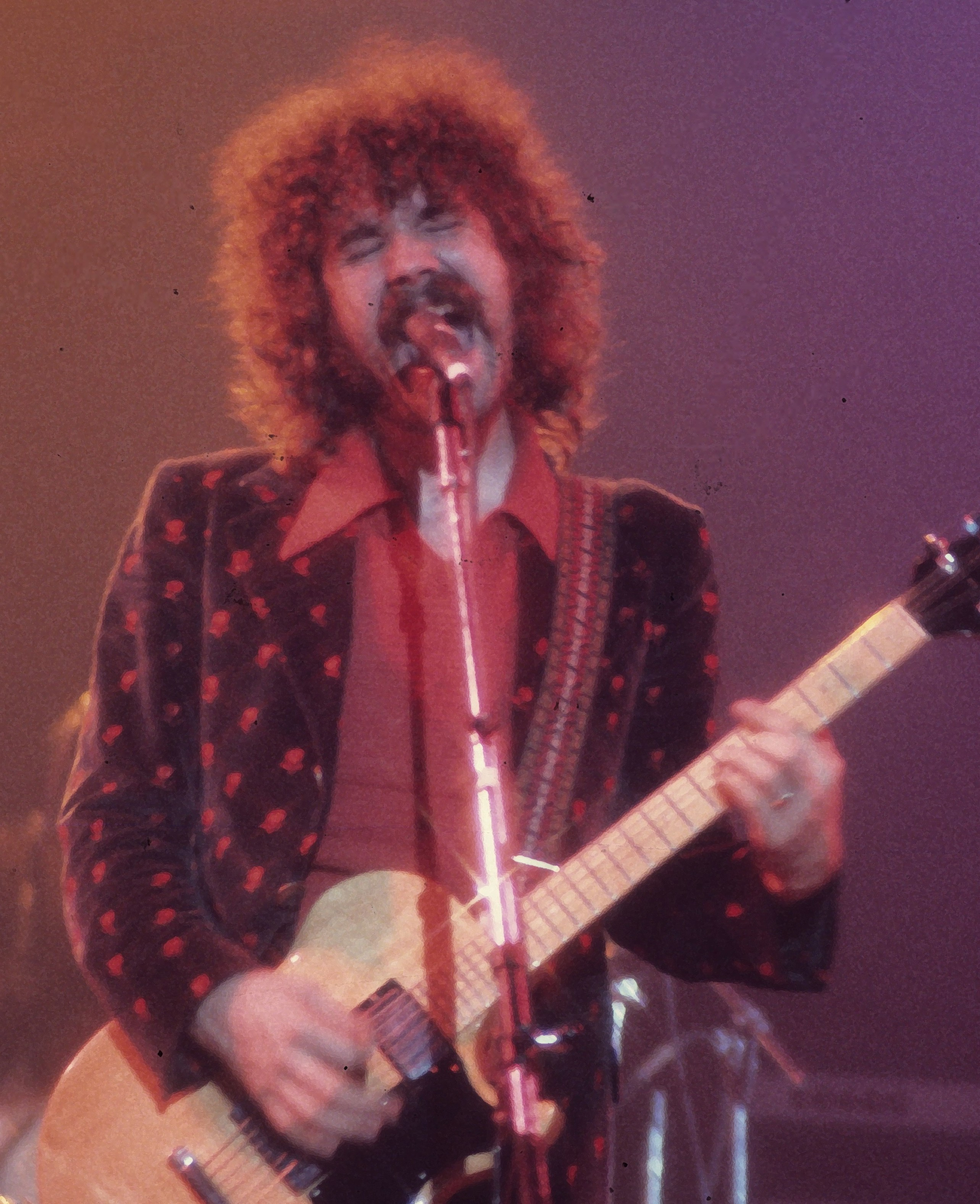
Brad Delp
overleden in 2007

- 1440 - Francisca Romana (56), stichter van de oblaten van Tor de' Specchi in Rome,ze was bekend als mystica en weldoenster in Rome
- 1463 - Catharina van Bologna (49), Italiaans heilige
- 1609 - William Warner (±51), Engels dichter
- 1661 - Jules Mazarin (58), Frans kardinaal en staatsman
- 1823 - Jean Henri van Swinden (76), Nederlands wis- en natuurkundige
- 1857 - Domenico Savio (14), Italiaans heilige, leerling van Don Bosco
- 1877 - Mark Prager Lindo (58), Nederlands schrijver
- 1881 - Caroline Amalia van Augustenburg (84), koningin-gemalin van Denemarken
- 1888 - Wilhelm I (90), keizer van Duitsland
- 1895 - Rebecca Lee Crumpler (64), Amerikaans arts, verpleegkundige en auteur
- 1907 - Frederic George Stephens (±80), Engels schilder en kunstcriticus
- 1917 - Cyriel Delaere (55),Belgisch rooms-katholiek priester en voorman van Vlaamsgezinde studenten
- 1918 - Frank Wedekind (53), Duits schrijver en acteur
- 1937 - Alfred Flechtheim (58) Duits kunsthandelaar, kunstverzamelaar, galeriehouder en uitgever
- 1941 - Casper Reardon (33), Amerikaans harpist
- 1943 - Otto Freundlich (64), Duits schilder, graficus en beeldhouwer
- 1944 - Casper ten Boom (84), Nederlands verzetsstrijder
- 1949 - Charles Bennett (78), Brits atleet
- 1955 - Matthew Henson (88), Amerikaans poolonderzoeker
- 1956 - Johan Kerkmeijer (79), ereburger van Hoorn
- 1966 - Pablo Birger (42), Argentijns autocoureur
- 1966 - Joannes van Dodewaard (52), Nederlands bisschop van Haarlem
- 1968 - Hans-Jürgen Stumpff (78), Duits generaal
- 1975 - Marie Gevers (91), Belgisch Franstalig schrijfster
- 1975 - Joseph Guillemot (75), Frans atleet
- 1979 - Jean-Marie Villot (73), Frans kardinaal-staatssecretaris
- 1980 - Jan Buskes (80), Nederlands theoloog
- 1986 - Lou Onvlee (92), Nederlands taalkundige, hoogleraar en zendeling
- 1988 - Kurt Georg Kiesinger (83), West-Duits bondskanselier
- 1988 - Teddy Schaank (66), Nederlands actrice
- 1991 - Jan Reusens (72), Belgisch acteur
- 1992 - Menachem Begin (78), premier van Israël
- 1993 - Cyril Northcote Parkinson (83), Brits marine-historicus en auteur
- 1994 - Charles Bukowski (73), Amerikaans auteur
- 1994 - Fernando Rey (76), Spaans acteur
- 1996 - George Burns (100), Amerikaans acteur
- 1997 - Jean-Dominique Bauby (44), Frans auteur en redacteur
- 1997 - Bets ter Horst (89), Nederlands atlete
- 1997 - The Notorious B.I.G. (Christopher Wallace) (24), Amerikaans rapper
- 2001 - Martin van den Ham (38), Nederlands cabaretier
- 2001 - Willem Mesotten (85), Belgisch politicus
- 2004 - Albert Mol (87), Nederlands acteur
- 2004 - Adrie van Oorschot (83), Nederlands televisieman voor de VARA, jarenlang televisie-sinterklaas
- 2006 - Hanka Bielicka (90), Pools zangeres en actrice
- 2006 - Erik Elmsäter (86), Zweeds atleet en Noords skiër
- 2006 - Anna Moffo (±73), Amerikaans sopraan
- 2007 - Brad Delp (55), Amerikaans zanger (Boston)
- 2007 - Piet Spel (82), Nederlands voetballer
- 2009 - Guillermo Thorndike (68), Peruviaans schrijver en journalist
- 2010 - Gheorghe Constantin (77), Roemeens voetballer en voetbalcoach
- 2010 - Lionel Cox (80), Australisch wielrenner
- 2011 - Jacky Brichant (80), Belgisch tennisser
- 2012 - Jose Tomas Sanchez (91), Filipijns kardinaal
- 2013 - Ypke Gietema (71), Nederlands bestuurder
- 2014 - Mohammed Fahim (56), Afghaans politicus en vicepresident
- 2014 - Nazario Moreno González (44), Mexicaans drugsbaron
- 2014 - Gerard Mortier (70), Belgisch opera-intendant
- 2014 - Nel Siertsema-Smid (85), Nederlands politica
- 2015 - Florence Arthaud (57), Frans zeilster
- 2015 - H.H. ter Balkt (76), Nederlands dichter
- 2015 - Windell Middlebrooks (36), Amerikaans acteur
- 2015 - Camille Muffat (25), Frans zwemster
- 2015 - Alexis Vastine (28), Frans bokser
- 2016 - Agnes Maes (73), Belgisch kunstenares
- 2016 - Els Moor (78), Nederlands literatuurdocent, letterkundige en literatuurrecensent
- 2016 - Naná Vasconcelos (71), Braziliaans zanger en muzikant
- 2017 - Howard Hodgkin (84), Brits kunstschilder
- 2017 - Kamiel Mortelmans (70), Belgisch-Nederlands rechtsgeleerde en staatsraad
- 2018 - Peter Legro (80), Nederlands ondernemer
- 2018 - Frits Tazelaar (71), Nederlands hoogleraar
- 2018 - Hero van Urk (76), Nederlands hoogleraar
- 2019 - Jed Allan (84), Amerikaans acteur
- 2020 - Johan van Dorsten (93), Nederlands schrijver
- 2020 - Lon Pennock (74), Nederlands beeldhouwer
- 2021 - James Levine (77), Amerikaans dirigent
- 2021 - Josy Stoffel (92), Luxemburgs turner en turntrainer
- 2022 - Richie Allen (86), Amerikaans gitarist, producent en songwriter
- 2022 - Justice Christopher (40), Nigeriaans voetballer
- 2023 - Robert Blake (89), Amerikaans acteur
- 2023 - Jozef Fuyen (95), Belgisch architect
- 2024 - Malcolm Holcombe (68), Amerikaans singer-songwriter
- 2025 - Guurtje Leguijt (63), Nederlands schrijfster
- 2025 -  Richard McTaggart (89), Brits bokser
- 2025 - Akinori Nakayama (82), Japans turner
- 2025 - Yola Ramírez (90), Mexicaans tennisspeelster

## Viering/herdenking
- Belize - Baron Bliss Dag
- Rooms-Katholieke kalender:

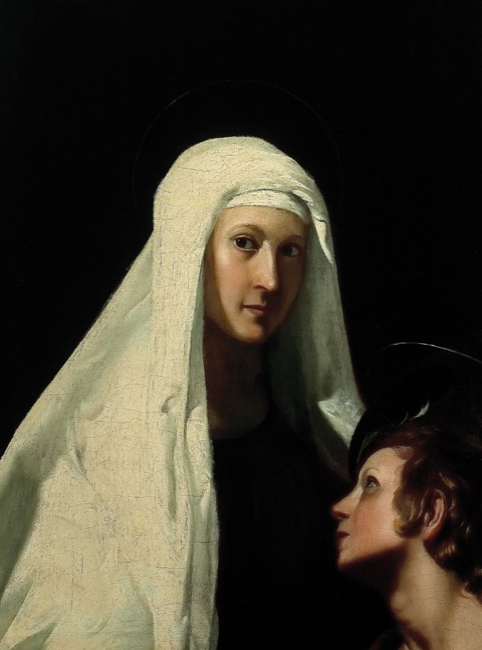
H. Francisca Romana

  - Heilige Francisca Romana († 1440) - Vrije Gedachtenis
  - Heilige Dominiek Savio († 1857), patroon v.d. studerende jeugd
  - Heilige Gregorius van Nyssa († c. 400)
  - Heilige Catharina van Bologna († 1463)
  - Heilige Bruno van Querfurt († 1009)

## Weerextremen

### Nederland
| | Officiële records | Officiële records | Officiële records |      | Landelijke records | Landelijke records | Landelijke records                                                                                    |
| Gebeurtenis | Jaar              | Extreem           | Locatie           | Jaar | Extreem            | Locatie            | |
| --- | ----------------- | ----------------- | ----------------- | ---- | ------------------ | ------------------ | --- |
| Laagste etmaalgemiddelde temperatuur (°C) | 1931              | −5,3              | De Bilt           |      | 1931               | −5,9               | Maastricht                                                                                            |
| Hoogste etmaalgemiddelde temperatuur (°C) | 1967              | 12,2              | De Bilt           |      | 2014               | 13,2               | Arcen                                                                                                 |
| Laagste minimumtemperatuur (°C) | 1931              | −9,5              | De Bilt           |      | 1955               | −12,3              | Eelde                                                                                                 |
| Hoogste minimumtemperatuur (°C) | 1967              | 9,4               | De Bilt           |      | 1981               | 11,1               | Maastricht                                                                                            |
| Laagste maximumtemperatuur (°C) | 1937              | −1,1              | De Bilt           |      | 1931               | −2,8               | Maastricht                                                                                            |
| Hoogste maximumtemperatuur (°C) | 2014              | 19,5              | De Bilt           |      | 2014               | 21,9               | Maastricht                                                                                            |
| Hoogste uurgemiddelde windsnelheid (m/s) | 1906              | 18,5              | De Bilt           |      | 2002               | 25,0               | IJmuiden                                                                                              |
| Hoogste windstoot (m/s) | 2002              | 24,0              | De Bilt           |      | 2002               | 44,0               | Oosterschelde                                                                                         |
| Langste zonneschijnduur (uur) | 1996, 2022        | 10,5              | De Bilt           |      | 1993 1996          | 10,7               | Maastricht, Eindhoven, Volkel Herwijnen, Hoorn Terschelling, Rotterdam, Schiphol, Soesterberg, Volkel |
| Langste neerslagduur (uur) | 2013              | 24,0              | De Bilt           |      | 2013               | 24,0               | Cabauw, De Bilt, Hoek van Holland, Rotterdam, Schiphol, Valkenburg ZH, Wijk aan Zee                   |
| Hoogste etmaalsom van de neerslag (mm) | 1981              | 26,1              | De Bilt           |      | 1981               | 30,9               | Vlissingen                                                                                            |
| Laagste etmaalgemiddelde relatieve vochtigheid (%) | 2022              | 53                | De Bilt           |      | 2022               | 43                 | Maastricht, Wijk aan Zee                                                                              |
| Laagste uurwaarde luchtdruk op zeeniveau (hPa) | 2023              | 987,8             | De Bilt           |      | 2023               | 987,1              | Vlissingen, Wilhelminadorp                                                                            |
| Hoogste uurwaarde luchtdruk op zeeniveau (hPa) | 1953              | 1040,6            | De Bilt           |      | 1935               | 1042,4             | Eelde                                                                                                 |
| Officiële records worden altijd gemeten op het KNMI-weerstation in De Bilt. Landelijke records kunnen worden gemeten op elk officieel KNMI-weerstation in Nederland. |                   |                   |                   |      |                    |                    | |

Uitzonderlijke gebeurtenissen
- 1936 - Eerste landelijke zachte dag van het jaar gemeten in Maastricht (maximumtemperatuur ≥ 15 °C op een officieel weerstation)
- 1954 - Eerste officiële zachte dag van het jaar (maximumtemperatuur ≥ 15 °C in De Bilt)
- 1954 - Eerste landelijke zachte dag van het jaar gemeten in De Bilt, Deelen, Eindhoven, Gilze-Rijen, Maastricht, Soesterberg, Twenthe en Volkel (maximumtemperatuur ≥ 15 °C op een officieel weerstation)
- 1967 - Eerste officiële zachte dag van het jaar (maximumtemperatuur ≥ 15 °C in De Bilt)
- 1977 - Eerste officiële zachte dag van het jaar (maximumtemperatuur ≥ 15 °C in De Bilt)
- 2013 - Officieel maandrecord langste neerslagduur in uren van maart gemeten in De Bilt: 24,0
- 2013 - Landelijk maandrecord langste neerslagduur in uren van maart gemeten in Cabauw, De Bilt, Hoek van Holland, Rotterdam, Schiphol, Valkenburg ZH en Wijk aan Zee: 24,0. Samen met 2 maart 2005
- 2014 - Eerste landelijke warme dag van het jaar gemeten in Arcen, Eindhoven, Ell, Gilze-Rijen, Maastricht, Twenthe, Volkel en Woensdrecht (maximumtemperatuur ≥ 20 °C op een officieel weerstation)
- 2023 - Officieel laagste maximumtemperatuur in °C van maart dit jaar gemeten in De Bilt: 2,5
- 2024 - Landelijk laagste etmaalgemiddelde relatieve vochtigheid in % van maart dit jaar gemeten in Eindhoven: 59 (voorlopig). Samen met 8 maart

### België
Dagrecords
- 1833 - Laagste etmaalgemiddelde temperatuur −2,8 °C
- 1977, 2014 - Hoogste etmaalgemiddelde temperatuur 12,9 °C
- 1845 - Laagste minimumtemperatuur −6,2 °C
- 2014 - Hoogste maximumtemperatuur 21,0 °C[9]
- 1981 - Hoogste etmaalsom van de neerslag 21,3 mm

Uitzonderlijke gebeurtenis
- 2014 - Sinds de registraties van de temperaturen werd nooit zo vroeg in het jaar 21,0 °C gemeten te Ukkel.[9]

<< · 1 · 2 · 3 · 4 · 5 · 6 · 7 · 8 · 9 · 10 · 11 · 12 · 13 · 14 · 15 · 16 · 17 · 18 · 19 · 20 · 21 · 22 · 23 · 24 · 25 · 26 · 27 · 28 · 29 · 30 · 31 · >>